# Sonoita (Arizona)
Sonoita ist ein Census-designated place im Santa Cruz County im Süden des US-Bundesstaates Arizona. Das U.S. Census Bureau hat bei der Volkszählung 2020 eine Einwohnerzahl von 803 ermittelt.
Sonoita liegt nahe der Grenze zum Pima County und ist etwa 35 Kilometer von der amerikanisch-mexikanischen Grenze entfernt. Die Gemeinde liegt nahe dem Knotenpunkt Arizona State Route 82 und Arizona State Route 83. Sonoita hat eine Fläche von 118,1 km². Die Bevölkerungsdichte liegt bei 7 Einwohnern je km².